# School van Wilhelminaoord

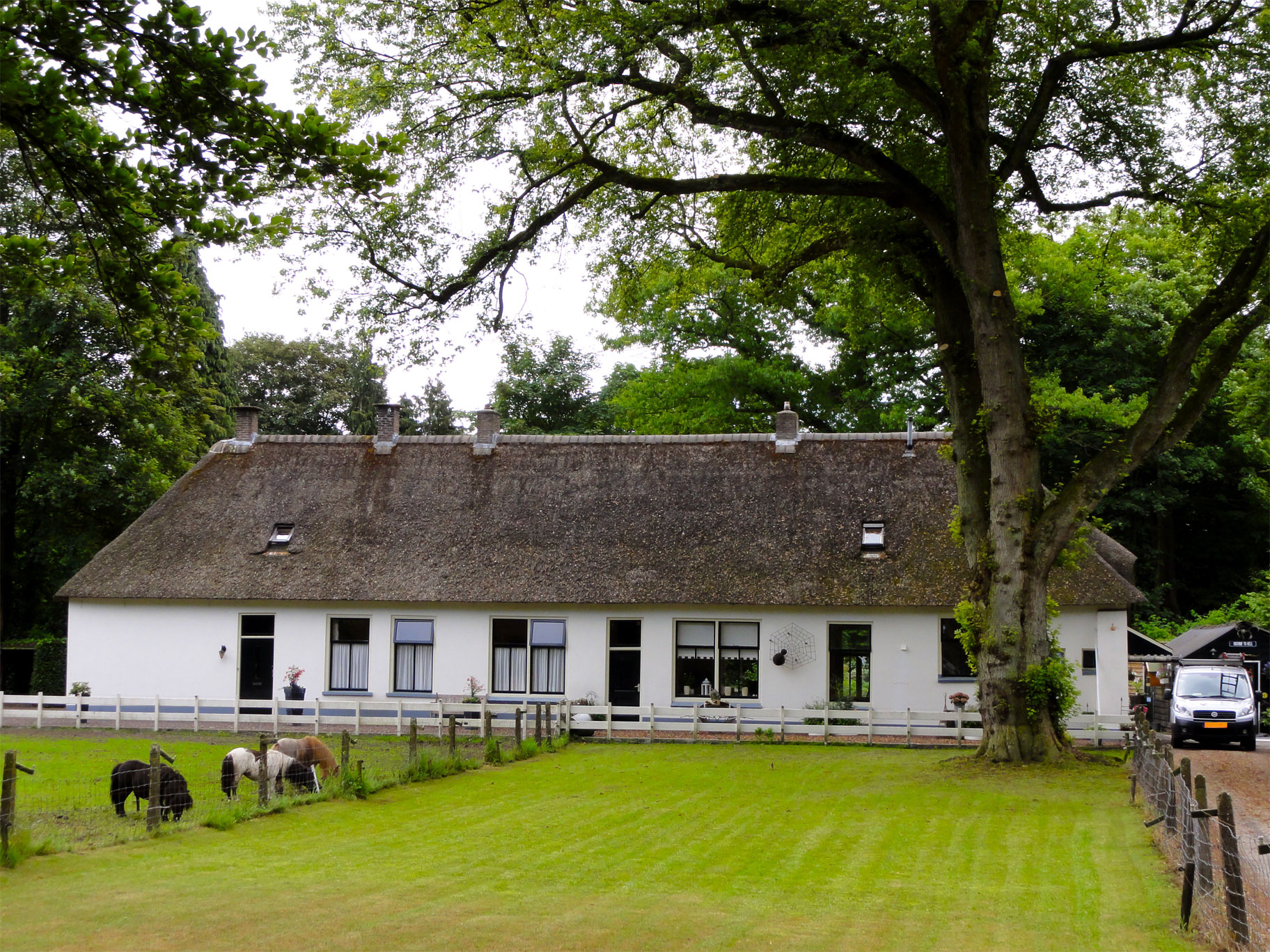
Het voormalige schoolgebouw van de Maatschappij van Weldadigheid in Wilhelminaoordoord (rijksmonument)

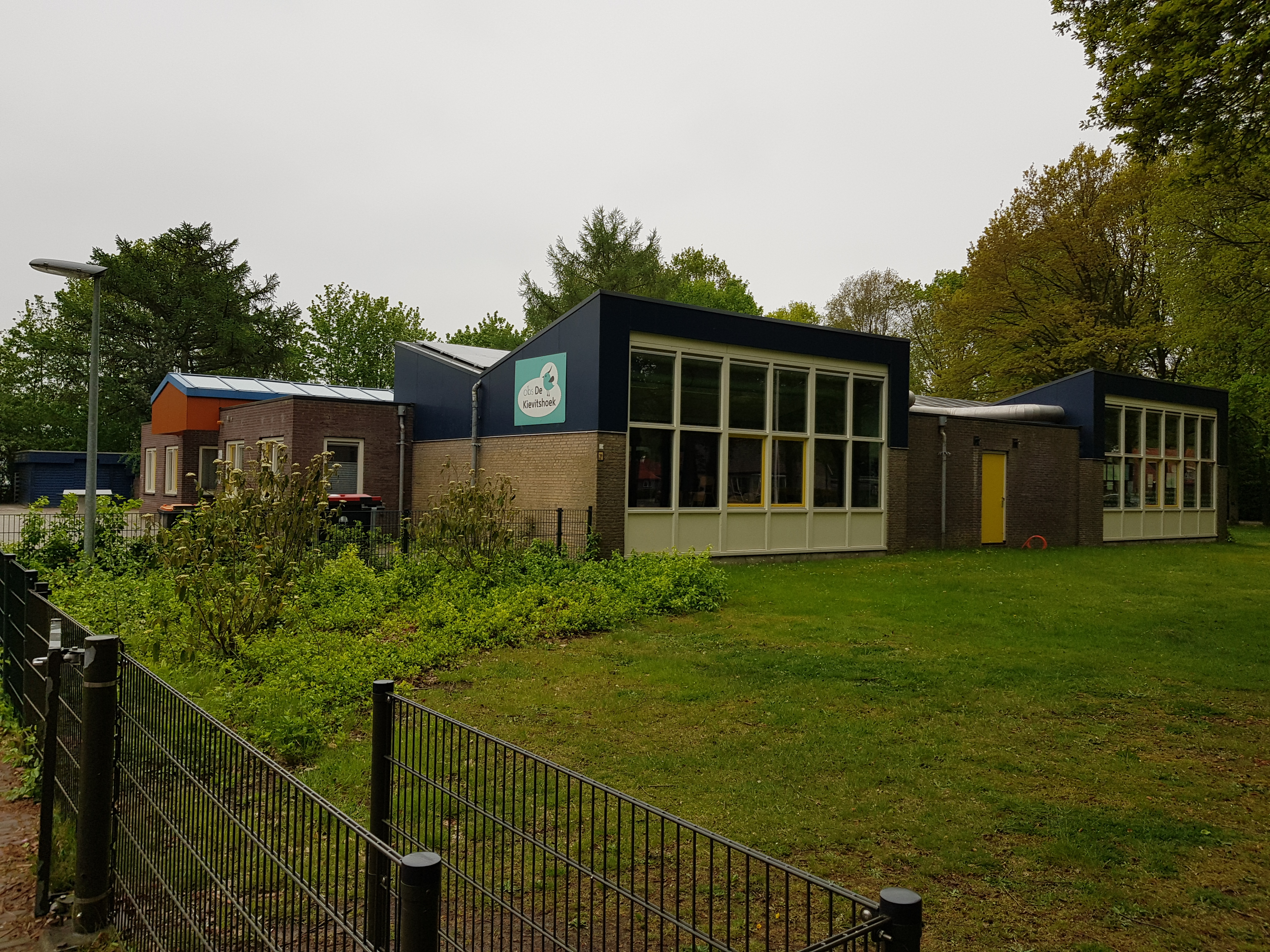
De nieuwe school O.B.S. De Kievitshoek Wilhelminaoordoord (geen rijksmonument)

De school van Wilhelminaoord werd in 1821 gesticht ten behoeve van het onderwijs aan de kinderen van de kolonisten van de Maatschappij van Weldadigheid.
In het begin van de 19e eeuw stichtte de Maatschappij van Weldadigheid in het kader van de armoedebestrijding enkele kolonies in het zuidwesten van de Nederlandse provincie Drenthe. In deze kolonies kregen arme gezinnen, die afkomstig waren uit het hele land, een stukje grond en een woning waardoor zij in staat gesteld werden om in hun eigen levensonderhoud te voorzien. Later werden de landbouwkaveltjes samengevoegd en werden de kolonisten als landarbeiders ingezet op grote hoeven met circa 50 hectare grond.
Al direct na de totstandkoming van de kolonies was er behoefte aan onderwijsmogelijkheden voor de kinderen van de kolonisten. De Maatschappij van Weldadigheid had vanaf het begin een schoolplicht vanaf het 6e jaar ingevoerd. Aanvankelijk gingen de kinderen naar school in Vledder. De school in Wilhelminaoord werd in 1821 gebouwd. Ten behoeve van het onderwijs werden een onderwijzer en een zogenaamde ondermeester aangesteld. Het schoolgebouw diende tevens als woning voor de onderwijzer. Het onderwijs in de kolonies stond onder leiding van de schoolonderwijzer van Vledder, Jan Hessels van Wolda, een leerling van de Groninger hoogleraar Theodorus van Swinderen. In 1824 werd Van Wolda adjunct-directeur voor het schoolonderwijs in de koloniën en gestichten van de Maatschappij van Weldadigheid. Het onderwijs aan de kolonistenkinderen was in de ogen van sommige critici van de Maatschappijvan Weldadigheid te uitgebreid. Dat leidde bijvoorbeeld in 1823 bij Jacob van Lennep tot de verzuchting wat het voor nut had om deze kinderen les te geven in aardrijkskunde, vaderlandse geschiedenis en stijl, omdat ze toch voorbestemd zijn "om achter de ploeg te lopen of de schop in de hand te nemen". Het zou hen, volgens van Lennep, alleen maar ontevreden maken met hun lot en hun gedachten brengen op zaken die voor hen onnodig zijn.
Het schoolgebouw deed van 1822 tot 1845 ook dienst als kerkgebouw voor de rooms-katholieke kolonisten. In 1845 kregen zij een aparte kerk in Wilhelminaoord.
Het voormalige schoolgebouw is erkend als een rijksmonument.
In de jaren 70 werd in Wilhelminaoord een nieuwe school (geen rijksmonument) gebouwd aan de Linthorst Homanstraat 24. Deze kreeg de naam O.B.S. De Kievitshoek. 